# Sesto San Giovanni
Sesto San Giovanni er en by med 78.884(2023) indbyggere i provinsen Milano i regionen Lombardiet i norditalien.